# Blohm & Voss P 212
Die Blohm & Voss P 212 war eine Studie eines einsitzigen deutschen Strahljägers aus dem Jahr 1945.

## Entwicklung
Der Entwurf basiert auf der Blohm & Voss P 208, nur wurde anstatt eines Kolbenmotors mit Druckpropeller ein Heinkel HeS 011-Strahltriebwerk vorgesehen. Die Blohm & Voss P 212 nahm an der Ausschreibung des OKL von Ende 1944 für einen einsitzigen Tagjäger mit Strahlturbine, vier MK 108 sowie einer geforderten Höchstgeschwindigkeit von 1000 km/h teil. Im Vergleich zu den anderen Entwürfen unterlag die Blohm & Voss P 212. Die Ausschreibung gewann die Junkers EF 128.
Der Entwurf zeigte einen Mitteldecker mit Einziehfahrwerk, tonnenförmigen Rumpf, der das Triebwerk trug, und doppelte Leitwerkträger an gepfeilten Tragflügeln.
Im Vergleich zur Messerschmitt Me 262 verfügte die Studie über ein besseres Schub-/Gewichtsverhältnis, eine fortschrittliche Aerodynamik und nur ein Triebwerk. Trotzdem sollten 965 km/h erreicht werden können. Da die Prototypenerstellung voraussichtlich bis Herbst 1945 gedauert hätte, wurde das Projekt nicht weiterverfolgt, obwohl schon drei Prototypen bestellt waren.

## Technische Daten
| Kenngröße             | Daten (projektiert)                      |
| --------------------- | ---------------------------------------- |
| Besatzung             | 1                                        |
| Spannweite            | 9,50 m                                   |
| Länge                 | 7,55 m                                   |
| Höhe                  | 2,75 m                                   |
| Flügelfläche          | 14 m² (16,8 m² mit Höhenleitwerksfläche) |
| Startmasse            | 4.180 kg                                 |
| Antrieb               | ein Heinkel HeS 011                      |
| Standschub            | 1.300 kp                                 |
| Höchstgeschwindigkeit | 965 km/h in 7.000 m Höhe                 |
| Marschgeschwindigkeit | 770 km/h                                 |
| Steigleistung         | maximal 26,2 m/s in Bodennähe            |
| Steigzeit             | 31,0 min auf 12.100 m Höhe               |
| Gipfelhöhe            | praktisch 12.200 m                       |
| Reichweite            | maximal 1.125 km                         |
| Bewaffnung            | drei starre 30-mm-MK 108                 |